# إميل بانينج
إميل بانينج هو موظف مدني ومؤرخ وفيلسوف ودبلوماسي وأمين مكتبة وصحفي بلجيكي، ولد في 12 أكتوبر 1836 في لياج في بلجيكا، وتوفي في 13 يوليو 1898 في بروكسل في بلجيكا.